# Kate Forbes
Kate Forbes (Dingwall, 6 aprile 1990) è una politica scozzese del Partito Nazionale Scozzese (SNP); dal 2024 è Vice Primo ministro della Scozia e Segretario di Gabinetto per l'Economia ed il Gaelico.
In precedenza era stata Segretaria di gabinetto per la finanza ed l'economia dal 2020 al 2023. È deputata al Parlamento scozzese per il collegio di Skye, Lochaber and Badenoch dal 2016.
Nata a Dingwall nel 1990, Forbes crebbe in India e Scozia e fu istruita in una scuola gaelica scozzese, dove imparò la lingua. Ottenne un diploma Bachelor of Arts in storia al Selwyn College presso l'Università di Cambridge, e in seguito un Master of Science in storia delle diaspore e delle migrazioni all'Università di Edimburgo. Dopo gli studi, lavorò per un breve periodo al Parlamento scozzese come ricercatore per il deputato del SNP Dave Thompson. Venne eletta deputata alle elezioni del 2016 e fece rapidamente carriera nel partito. Nicola Sturgeon la nominò ministro per la finanza pubblica e l'economia digitale, fungendo da vice per il segretario delle finanze Derek Mackay. Dopo le dimissioni di Mackay, Forbes divenne Segretaria delle finanze nel governo Sturgeon II e III. Il suo mandato è stato caratterizzato dalla pandemia di COVID-19, con il conseguente impatto economico e crisi economica nel Regno Unito.
All'annuncio delle dimissioni di Nicola Sturgeon da leader del SNP e da Primo ministro della Scozia, Forbes annunciò la sua candidatura a leader del partito nel 2023; la sua candidatura ottenne notevole attenzione. È membro della Libera Chiesa di Scozia, una confessione calvinista evangelica con posizioni di conservatorismo sociale, ed ha visioni religiose sull'etica sociale, tra cui l'astensione dai rapporti sessuali prima del matrimonio, il rifiuto del matrimonio tra persone dello stesso sesso e l'opposizione all'aborto. Fu battuta alle elezioni da Humza Yousaf, ottenendo solo il 47,9% contro il suo 52,1%; lasciò quindi il governo, tornando sui banchi parlamentari.
Dopo le dimissioni di Yousaf nell'aprile 2024, Forbes fu considerata una potenziale candidata per succedergli alle elezioni del partito, ma alla fine scelse di non candidarsi e di sostenere John Swinney, che in seguito la nominò Vice Primo ministro della Scozia e Segretaria di gabinetto per l'economia ed il gaelico nel suo governo.